# Милонга
Милонга — быстрый, жизнерадостный и озорной южноамериканский парный социальный танец с линейным продвижением, родственный танго, однако более стремительный, чем танго. Музыкальный размер милонги — 2/4 или 4/4. Считается, что ее происхождение имеет итальянские, испанские и африканские корни. 
Милонгами также называют танцевальные вечера, на которых танцуют аргентинское танго, собственно милонги и танго-вальсы и звучит танго-музыка. На милонгах действуют свои правила поведения (кодигос).
Имеется несколько стилей исполнения милонги:
- милонга-лиса, технически относительно простая, с ритмом один шаг на такт;
- милонга-траспье относительно новый стиль, для которого характерно большее число прерванных шагов, ускорений и аналогичных приемов, исполняемых на скорости, удвоенной (учетверенной) по отношению основному ритму или с синкопированием. Реже применяется замедление по отношению к основному ритму.